# 森田豊香
森田 豊香（もりた とよか、生年不詳 - 文政11年（1828年）1月16日）は、江戸時代の歌人、国学者。武蔵国児玉郡本庄宿（現在の埼玉県本庄市）の名主。代々助左衛門を襲名していた豪商の森田（素封）家に生まれ、通称を安平治（正式には森田助左衛門豊香）。豊香は四代目に当たる。幼名は千代松。号は、橘廼屋、松陰居とも号した。没した歳に関しては、生前に交流があった清水浜臣の子である清水光房が、豊香は50代の頃に亡くなったと伝えている。

## 本庄宿の名主・酒屋
森田助左衛門家は本庄宿の名主であり、戸谷半兵衛家と共に本庄宿を代表する豪商である（『新編武蔵風土記稿』にも記載されている）。天和年間頃は問屋役であったが、元禄年間には名主も兼ねるようになり、組頭も務める。名主としての管轄区域は中山道北側部分、町の中央部慈恩寺入り口より東側一帯を管轄していた。関東一と言われる酒造業を営み、代々宿役人としての評価と名声は高かった。また、森田助左衛門家からは幕臣となった者も出た。
酒造株高は500石で、『関八州田舎分限角力番付』では西方最上段に名が表記されており、江戸を除く関東諸国では名の知れた酒屋であったことがうかがい知れる。

## 略歴
父である三代目森田助左衛門春富（通称を田子翁、1744年 - 1812年）の後を継いで四代目となった豊香は学問を好み、信心に厚く、慈善活動も多かった人物であり、高野山に橋を寄進し、日光には多大な奉納金を献上、文化13年（1816年）に足尾銅山が不況におちいった際は、戸谷半兵衛、森田市郎左衛門（『関八州田舎分限角力番付』では、西方二段目「田畑」で名が表記）などと共に一千両を上納し、困窮者の救援にあたり、名字帯刀を許された（帯刀に関しては一代限り）。また、日照りで苦しむ農民の年貢を助ける事も行った。
上州松井田の歌人儘田柳軒（ままだ りゅうけん）に和歌を学び、平安の和歌四天王である伴蒿蹊や歌僧澄月、小沢芦庵などにも学び、さらに東国中央（江戸）の名家である村田春海や加藤千蔭にも師事し、和歌の大家となった。『万葉集』などの古典文学を研究し、森田助左衛門家には多くの文人が来訪した。歌集に『常磐集』、著書に『赤城温泉日記』、『荒川日記』（歌含む）。伴蒿蹊の勧めで「豊香」と号したとも。墓所は安養院。

## 逸話
- 武蔵国那珂郡広木村（現在の児玉郡美里町）の鈴木思考の依頼により、次の歌に出てくる地域について考証している（享和2年（1802年）にまとめた）。

```
みつぐりの　なかにむかへる　
さらしい
の　たえずかよはん　そこにつまもが　『万葉集』九巻、一七四五番。
```

歌中の曝井（さらしい）の位置だが、諸説あって定かではなかった。江戸時代後期当時の説として、紀州の那珂郡に比定するものがあったが、豊香は東国である武州の那珂郡広木村とした（依頼人の生まれにもよるが）。現在では常陸国那珂郡が有力説とされている（どちらにしても東国の方に比定される）。豊香の説は千蔭の影響とみられる。千蔭と交流があった豊香はたびたび互いの説を交換し合い、考察していた為である。

## その他
- 三代目森田助左衛門春富は初代戸谷半兵衛光盛と同様に天明の大飢饉の際には宿内の困窮者に対して施しをしている。また、五代目森田助左衛門豊文（通称を文哀、1793年 - 1831年）も豊香と同様に学問を好んだとされ、清水浜臣の門下生となっている。
- 備考として、豊香は50代で没したとされる為、生年は安永年間と考えられる。
- 『常磐集』より以下、三首紹介。

いにしへの 聖（ひじり）の御世（みよ）の ままなれや 春立（たち）けふの 人のこころは
月かけは かすみて薄き 梢（こずえ）にも 梅かか清し はるのよの月
花を雲 くもを花とも たとる哉（かな） 遠山桜 遠きよそめは

## 参考資料
- 『本庄市立歴史民俗資料館紀要 第三号』
- 『本庄市史』
- 『本庄歴史缶』
- 『本庄人物事典』
- 『群馬歴史散歩 特集：本庄市（埼玉県）』 群馬歴史散歩の会 2005 第191号
- 『本庄のあゆみ』 本庄市教育委員会 1988年